# C'est ça
Albums de Fly Pan Am
N'écoutez pas
(2004) Frontera
(2021)
C'est ça est le quatrième album studio du groupe de post-rock québécois Fly Pan Am, publié par Constellation Records le 20 septembre 2019. Il s'agit du premier album du groupe depuis sa reformation en 2018 après quatorze ans d'absence.

## Contexte
Après la séparation de Fly Pan Am en 2005, les différents membres du groupe ont participé à différents projets musicaux, comme par exemple les groupes Pas Chic Chic ou Feu Thérèse,. Le groupe se réunit de nouveau en 2018 à l'occasion d'un concert à Montréal,. Le groupe retourne alors à sa configuration originale avec le départ d'Éric Gingras ; le musicien Alexandre St-Onge, collaborateur de longue date du groupe, n'a également pas participé à l'album.
C'est ça a été enregistré, produit et mixé en 2019 par le réalisateur artistique Radwan Ghazi Moumneh à l'Hotel2Tango (en). La pochette de l'album a été réalisée par le guitariste Jonathan Parant, avec l'aide du designer Feed au niveau du graphisme et de la typographie.

## Réception critique
C'est ça a été bien accueilli par la critique. Daniel Sylvester d'Exclaim! note que « ce qui fait de C'est ça un retour triomphant pour le groupe repose dans la facilité avec laquelle Fly Pan Am nous fait écouter l'album, donnant à leurs fans quelque chose de bien plus aventureux et exigeant que ce qu'une simple nostalgie pourrait donner »,.
En plus de la focalisation sur le retour du groupe, les critiques spécialisés se sont également concentrés sur les évolutions musicales et les inspirations de celui-ci. Paul Simpson d'AllMusic note par exemple les influences de groupes tels que My Bloody Valentine, Sweet Trip (en) ou encore Stereolab sur les titres de l'album. Celui-ci affirme à la fin de sa critique:

« Sur papier, il n'y a aucune façon pour que ces combinaisons fonctionnent, mais C'est ça est si dense, hyper-focalisé et déterminé qu'il se force à avoir du sens, altérant la perception de l'auditeur sur le fonctionnement de la musique. C'est un album bizarre, absurde et merveilleux. Facilement le meilleur de Fly Pan Am. »

## Liste des titres
| 1.    | Avant-gardez vous               | 1:19 |
| 2.    | Distance Dealer                 | 4:09 |
| 3.    | Bleeding Decay                  | 5:36 |
| 4.    | Dizzy Delusions                 | 1:50 |
| 5.    | Each Ether                      | 5:06 |
| 6.    | Alienage Syntropy               | 1:59 |
| 7.    | One Hit Wonder                  | 6:57 |
| 8.    | Discreet Channeling             | 6:25 |
| 9.    | Interface Your Shattered Dreams | 5:37 |
| 38:58 |                                 |      |

## Crédits

### Fly Pan Am
- Jonathan Parant : guitare électrique, synthétiseur, chant
- Roger Tellier-Craig : guitare électrique, chant
- Jean-Sébastien Truchy : guitare basse, synthétiseur, mellotron, chant
- Félix Morel : batterie, cymbales

### Production
- Radwan Ghazi Moumneh : production, mixage, enregistrement
- Harris Newman : mastering
- Jonatha Parant et Feed : pochette

### Traductions
1. ↑  But what makes C'est ça such a triumphant return for the band lies in just how damn listenable Fly Pan Am make it all come off, giving fans something much more adventurous and challenging than simple nostalgia would ever allow.
2. ↑  On paper, there's no way all these combinations should gel, but C'est ça is so dense, hyper-focused, and determined that it forces itself to make sense, altering the listener's perception of how music works. What a bizarre, absurd, wonderful album. Easily Fly Pan Am's best.